# Антон Йосипович
Антон „Анте“ Йосипович (на сръбски език – Антон „Анте“ Јосиповић) е югославски боксьор, Олимпийски шампион от Летните Олимпийски игри в Лос Анджелис 1984 година.
Роден е в Баня Лука на 22 октомври 1962 година. Като член на боксов клуб „Славия“ – Баня Лука, е
първенец на Федеративното първенство по бокс на Югославия през 1982 година.
През 1983 година става Балкански шампион.

## Олимпийска титла без опонент
На Летните Олимпийски игри в Лос Анджелис става първият югославски спортист, който печели златен медал без битка, тъй като на финала трябва да се бие с боксьора от Нова Зеландия Кевин Бари, но той няма право да се бие, защото е нокаутиран от бъдещата американска супер звезда на профи бокса – Ивендър Холифийлд.
Това се случва, тъй като в полуфиналната среща между двамата, Холифийлд е дисквалифициран от югославския съдия Глигори Новичич, защото е нокаутирал Кевин Бари във втори рунд, след подаден от него сигнал за спиране на боя. Така Холифийлд е дисквалифициран а Бари няма право да се бие за определен период от време (по правилата на аматьорския бокс, нокаутиран боксьор трябва да почива за да се възстанови от нокаута).

## Професионална кариера
Започва да се състезава сред професионалистите през 1990 година, има 8 победи в първите си 8 мача.